# 龍泉寺 (新城市)
龍泉寺（りゅうせんじ）は、愛知県新城市出沢的場田30-1にある曹洞宗の寺院。山号は久沢山。本尊は十一面観世音菩薩。本堂、開山堂及び位牌堂、観音堂及び御茶堂、庫裏、鐘楼の5件が登録有形文化財。

## 歴史
北側には山が迫る豊川右岸の出沢（すざわ）集落にある。同じ出沢集落には本殿・玉垣が登録有形文化財に登録されている八平神社、主屋・長屋門・祠が登録有形文化財に登録されている瀧川家住宅もある。
寺伝によると、永禄元年（1558年）に廣釋寺として創建された。慶長11年（1606年）には滝川寺に改称した。寛永年間には現在の龍泉寺に改称した。

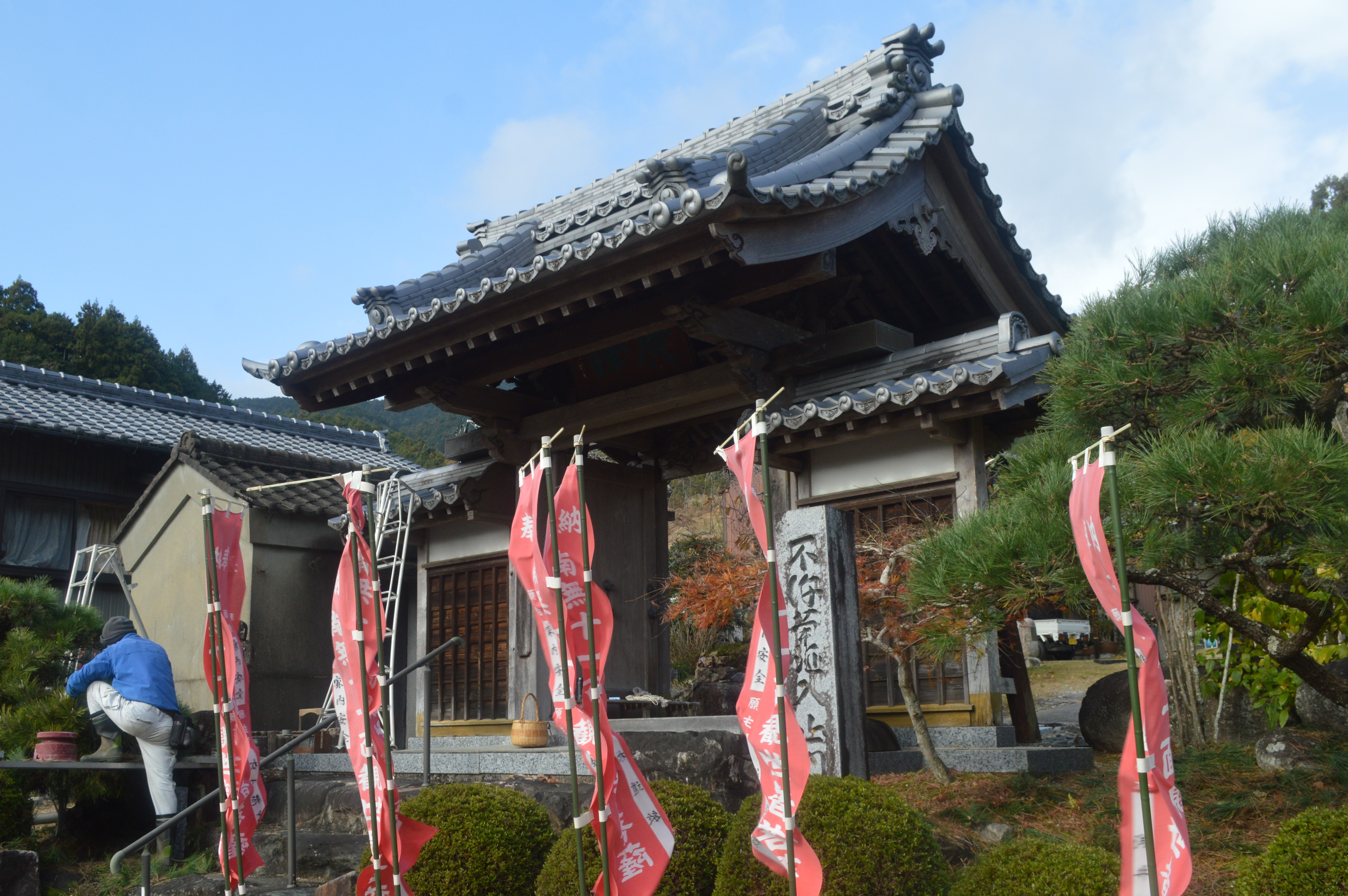
山門

## 文化財

### 登録有形文化財
- 本堂
  - 入母屋造、桟瓦葺[1]。建築面積124平方メートル[1]。梁間約10メートル、桁行約12メートル[1]。
  - 文政3年（1820年）竣工[1]。2013年（平成25年）12月24日登録[2]。登録理由は「国土の歴史的景観に寄与しているもの」[1]。
- 開山堂及び位牌堂
  - 切妻造、桟瓦葺[1]。建築面積56平方メートル[1]。本堂の北側にある[1]。
  - 1931年（昭和6年）竣工[1]。棟梁は中村敬三[1]。2013年（平成25年）12月24日登録[3]。登録理由は「国土の歴史的景観に寄与しているもの」[1]。
- 観音堂及び御茶堂
  - 切妻造、桟瓦葺[1]。建築面積40平方メートル[1]。本堂の西側にあり、渡り廊下で本堂と接続している[1]。
  - 本堂の完成から2年後の文政5年（1822年）に観音堂が竣工[1]。1935年（昭和10年）に観音堂の南側に御茶堂が増築された[1]。観音堂の棟梁は馬場武左衛門、御茶堂の棟梁は内田政次郎[1]。2013年（平成25年）12月24日登録[4]。登録理由は「国土の歴史的景観に寄与しているもの」[1]。
- 庫裏
  - 切妻造一部2階建、桟瓦葺[1]。建築面積148平方メートル[1]。本堂の東側にある[1]。
  - 天保14年（1843年）竣工。2007年（平成19年）改修[1]。2013年（平成25年）12月24日登録[5]。登録理由は「国土の歴史的景観に寄与しているもの」[1]。
- 鐘楼
  - 入母屋造、桟瓦葺[1]。建築面積6.6平方メートル[1]。天井は格天井[1]。棟梁は菅谷収蔵[1]。本堂の東側、庫裏の南側にある[1]。
  - 1955年（昭和30年）竣工[1]。2013年（平成25年）12月24日登録[6]。登録理由は「国土の歴史的景観に寄与しているもの」[1]。

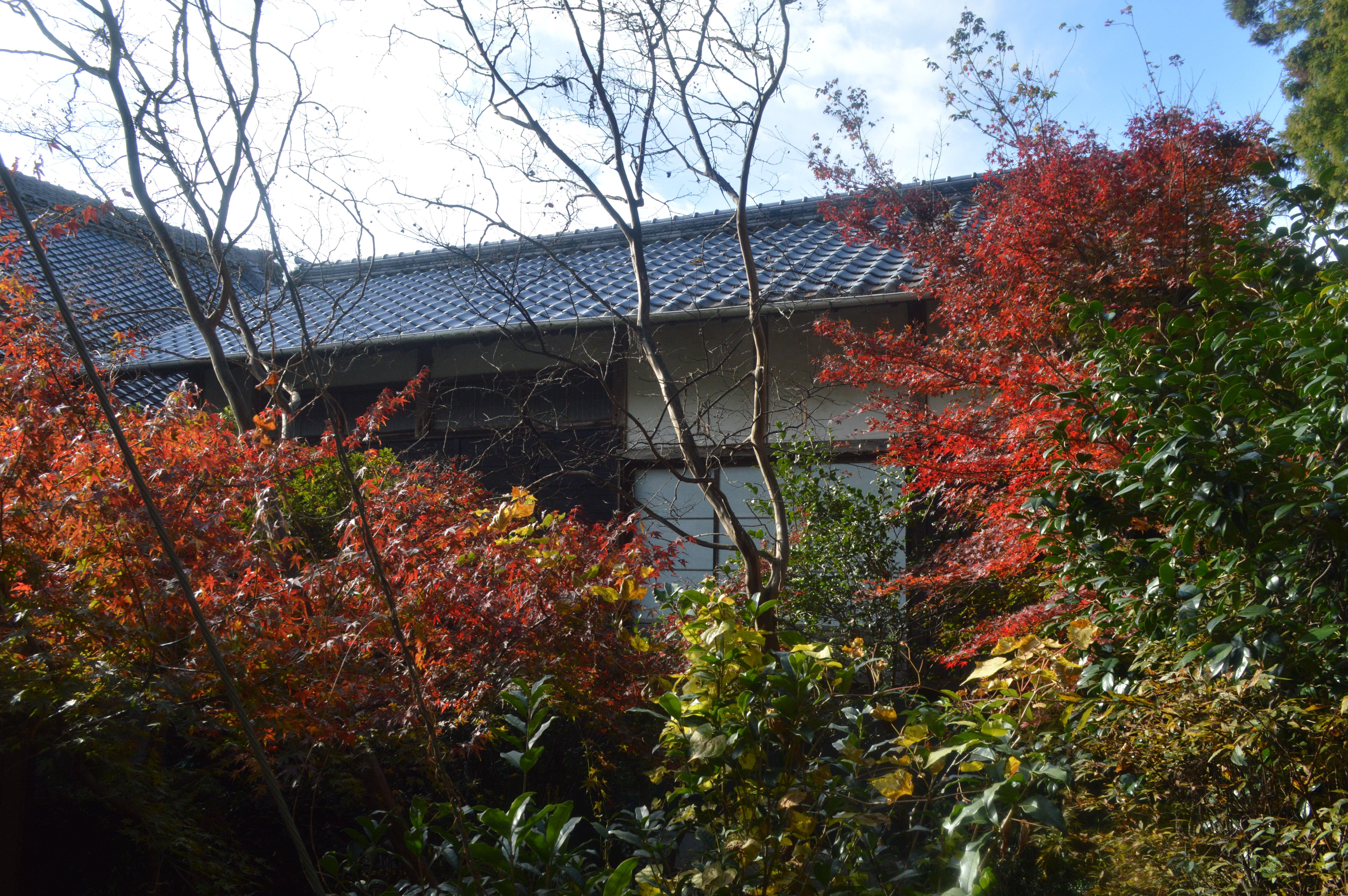
開山堂及び位牌堂
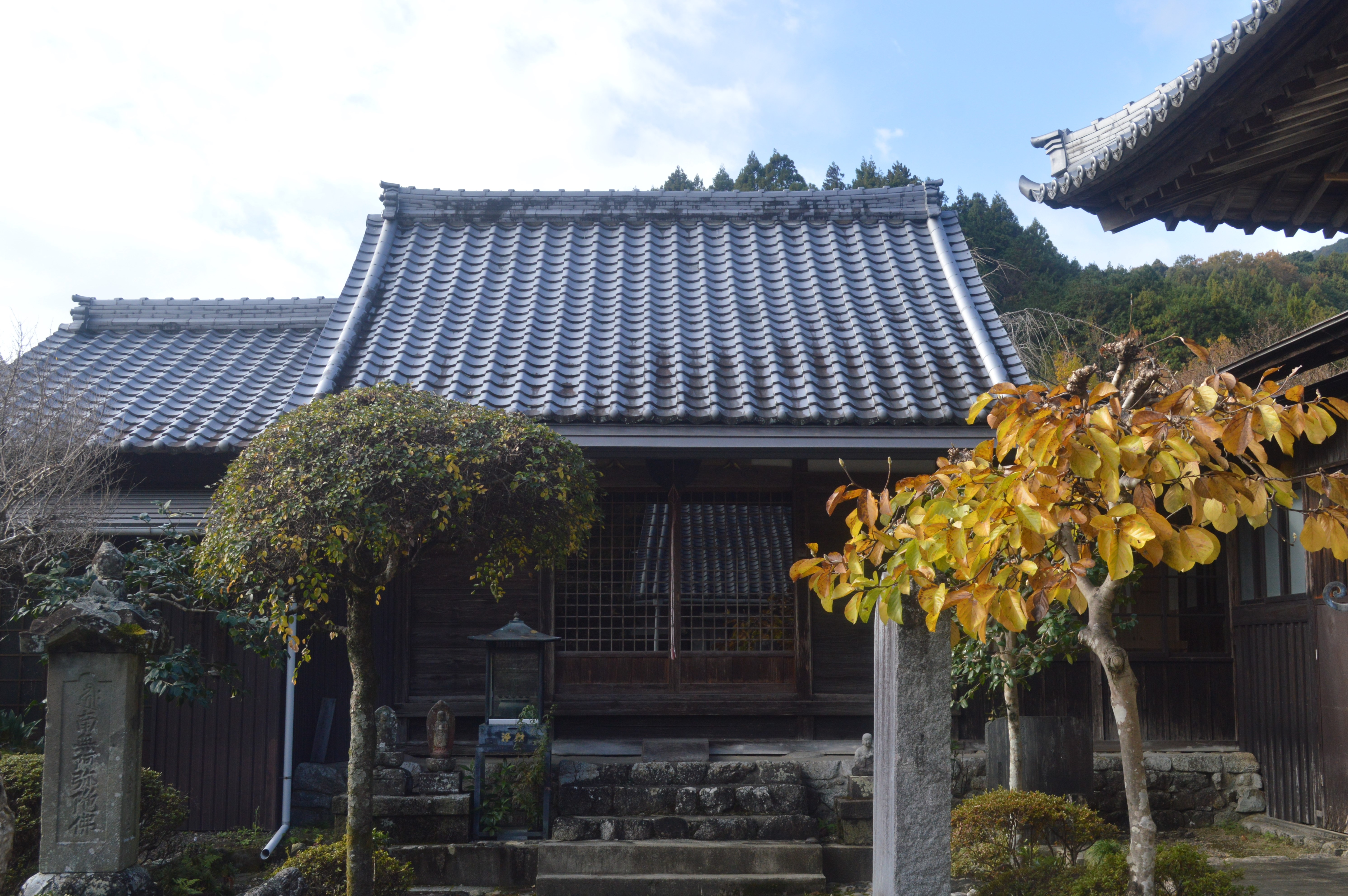
観音堂及び御茶堂
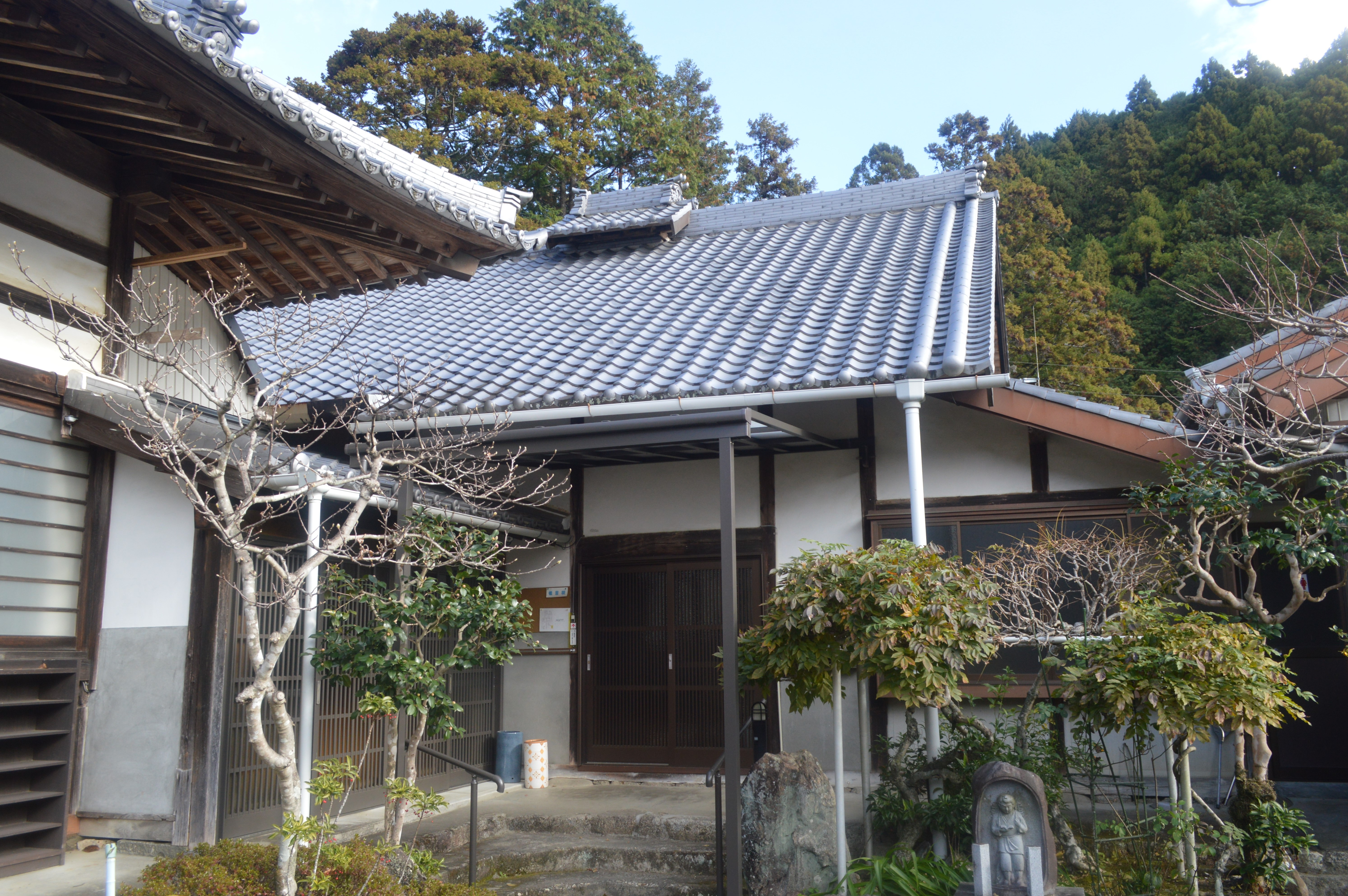
庫裏
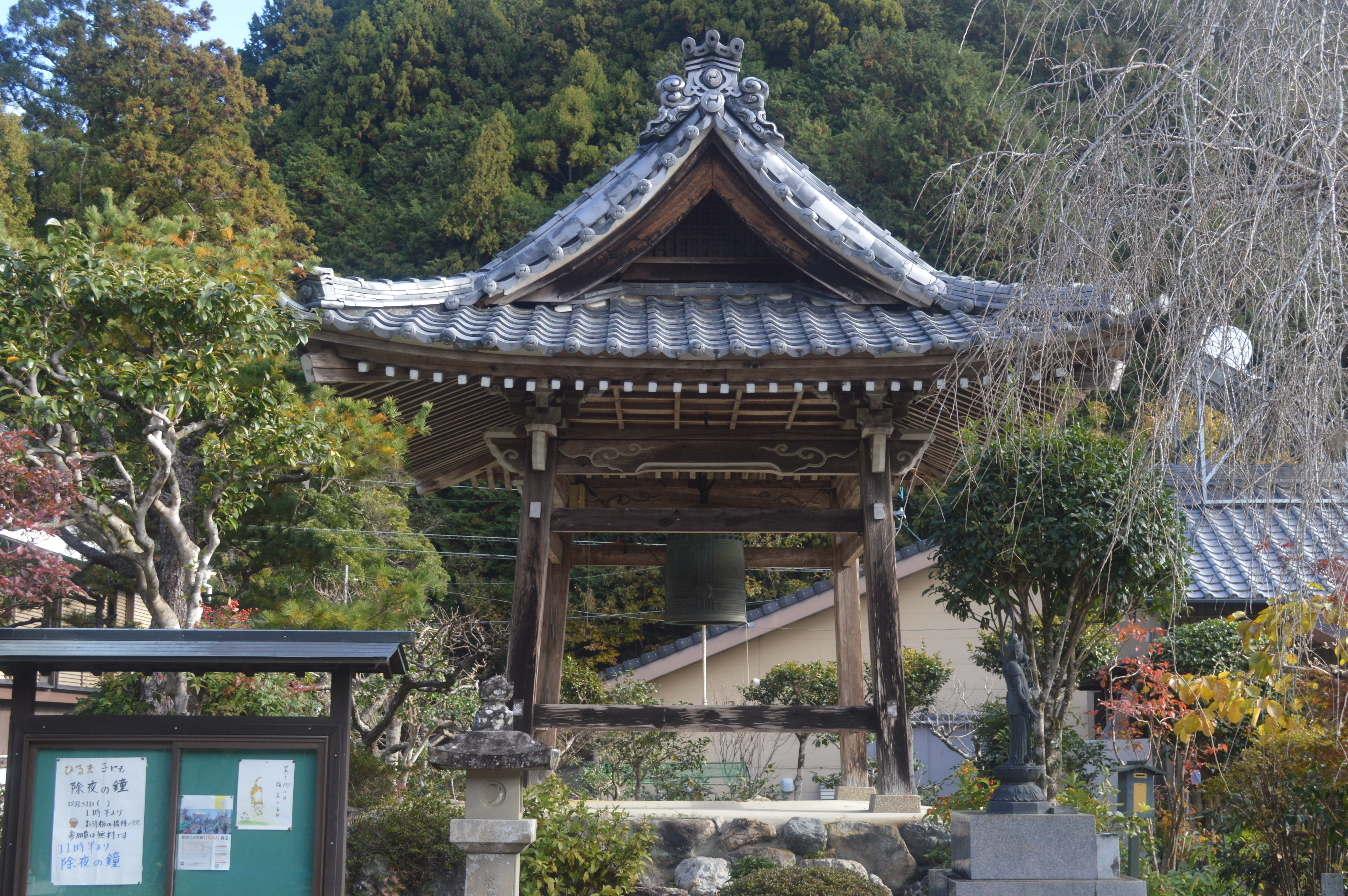
鐘楼